# Glyphostoma thalassoma
Glyphostoma thalassoma é uma espécie de gastrópode do gênero Glyphostoma, pertencente a família Conidae.